# Montegiovi
Montegiovi ist ein Ortsteil (Fraktion, italienisch frazione) der Gemeinde Castel del Piano in der Provinz Grosseto der Region Toskana in Italien.

## Geografie
Der Ort liegt ca. 3,5 Kilometer nordwestlich des Hauptortes Castel del Piano und ca. 35 Kilometer nordöstlich der Provinzhauptstadt Grosseto im Orciatal (Val d’Orcia). Montegiovi liegt im Erzbistum Siena-Colle di Val d’Elsa-Montalcino und bei 535 m s.l.m. und hatte 2001 ca. 170 Einwohner. Nächstgelegene Orte sind Castel del Piano, Seggiano und Montelaterone (Arcidosso). Der Ort liegt ca. 1 km südwestlich des Zuflusses des Vivo in den Ente. Westlich des Ortes verläuft der Zancona und fließt kurz darauf in den Ente.

## Geschichte
Erstmals dokumentiert wird der Ort 1209, als Otto IV. die Besitztümer im Ort bestätigte. Demnach gehörte der Montegiovi zur einen Hälfte dem Bischof von Chiusi und zur anderen Hälfte den Abteien Sant’Antimo und San Salvatore di Monte Amiata. Bereits 1217 unterwarf sich der Ort der Herrschaft aus Siena. In den darauffolgenden Jahren unterstand Montegiovi den Tolomei, die 1282 die Wehrmauern verstärkten, dann den Bonsignori und ab 1368 den Salimbeni, allesamt Adelsfamilien aus Siena. 1377 hielt sich Katharina von Siena auf ihrem Weg nach Rom im Ort auf. Erst im frühen 15. Jahrhundert unterstand der Ort direkt der Verwaltung in Siena. Nach der Einnahme der Republik Siena durch Florenz 1555 blieb der Ort bei Siena (Repubblica di Siena riparata in Montalcino) und kam erst 1559 nach dem Frieden von Cateau-Cambrésis in das Großherzogtum Toskana.

## Sehenswürdigkeiten

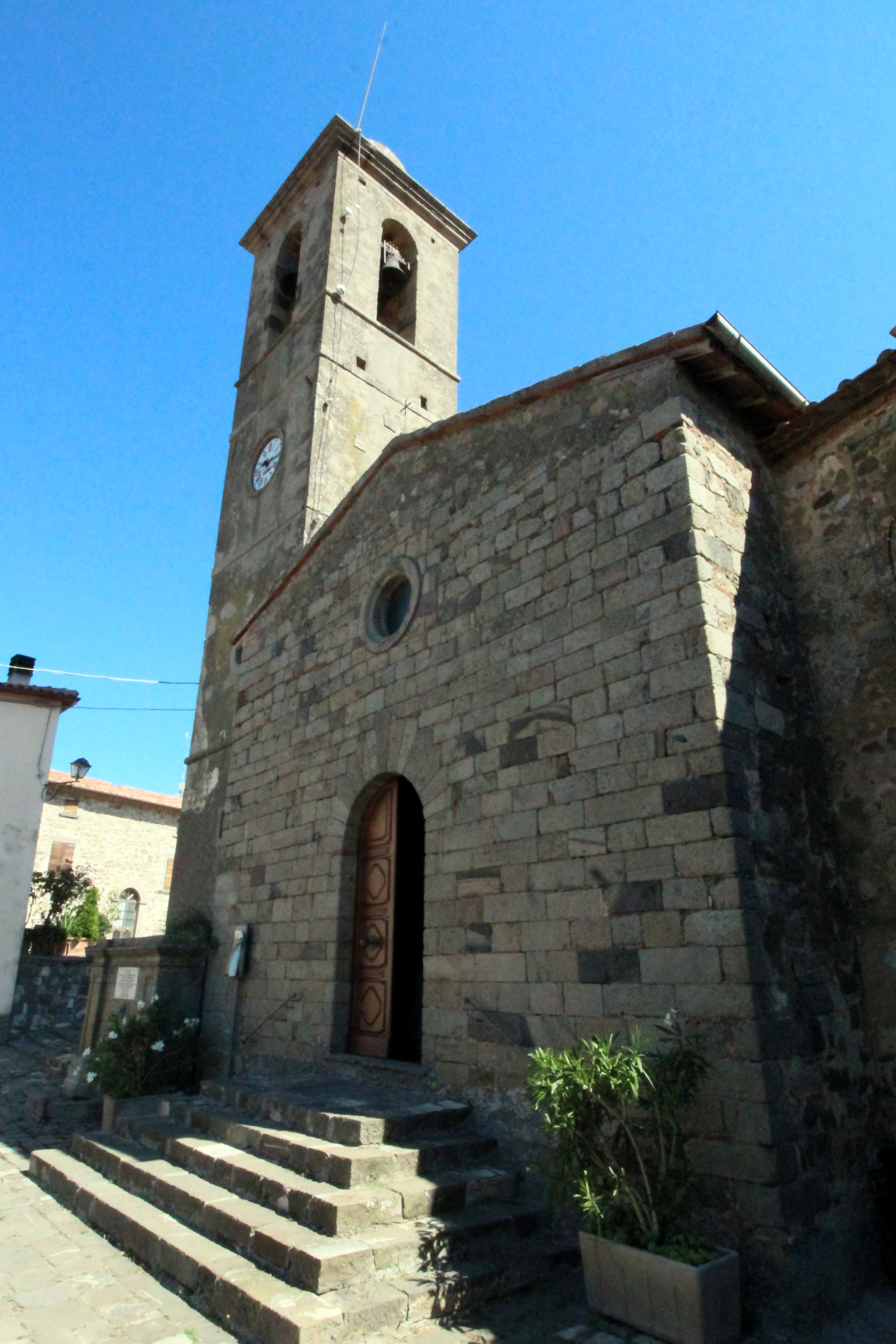
Die Kirche San Martino

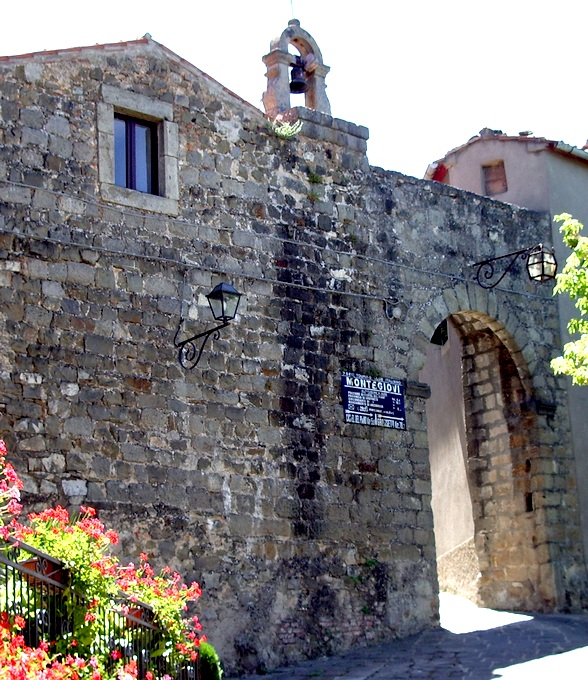
Apsis von Sant’Elena und links das gleichnamige Wehrtor. Mittig das Informationsschild des Touring Club Italiano

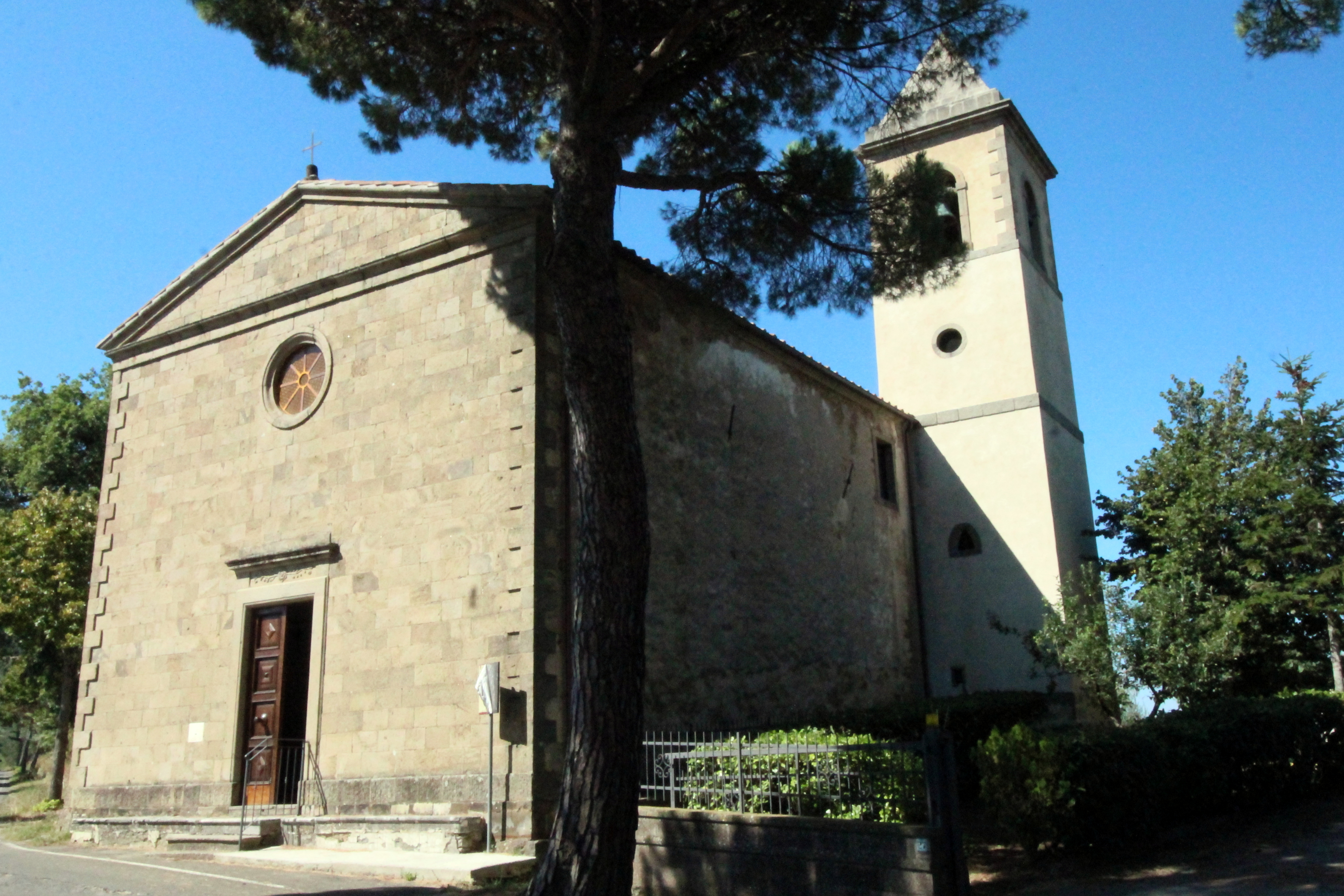
Kirche Madonna degli Schiavi (Madonna delle Grazie)

- San Martino, Kirche am höchsten Punkt des Ortes. Wurde erstmals 1302/1303 erwähnt und unterstand damals der Abtei Sant’Antimo. Enthält zwei Werke von Francesco Nasini (Madonna del Rosario tra i Santi Domenico e Caterina da Siena, zweiter Altar rechts, und Madonna col Bambino, San Giovannino e Santa Monica, zweiter Altar links, 1692 datiert).[5]
- Sant’Elena, auch San Rocco e Elena, Kapelle/Kirche an der Porta Sant’Elena, die Ende des 12./Anfang des 13. Jahrhunderts entstand.[8]
- Wehrmauern, die nur im unteren Teil des Ortes errichtet wurden. Der obere Teil des Ortes war durch die Lage (steile Hänge) auch ohne Mauern leicht zu verteidigen.[6]
  - Porta Sant’Elena, Wehr- und Eingangstor zum Ort.
  - Cassero, heute nur noch ansatzweise erkennbar.
- Chiesa della Madonna degli Schiavi, auch Chiesa della Madonna delle Grazie genannt, Kirche außerhalb der Wehrmauern am Fuße des Ortes. Stammt aus dem 16. Jahrhundert und wurde von 1852 bis 1869 wesentlich umgebaut. Enthält das Fresko Madonna col Bambino, das wahrscheinlich von Francesco Nasini um die zwei Figuren Angeli adoranti erweitert wurde.[5]
- Giardino di Piero Bonacina, Kunstgarten.[9]

## Verkehr
Der Ort liegt nahe der Straße Strada provinciale 64 del Cipressino (SP 64), die Castel del Piano mit der Strada Statale 223 di Paganico verbindet.

## Montegiovi in der Literatur
Der Ort wird von Cecco Angiolieri in den Rime erwähnt: Sed i’ avess’un sacco di fiorini, e non ve n’avess’altro che de’ nuovi, e fosse mi’ Arcidoss’e Montegiuovi con cinquicento some d’aquilini, non mi parri’aver tre bagattini …